# João Câmara Filho
João Câmara Filho (né à João Pessoa, Paraíba (Brésil), le 12 janvier 1944, est un peintre brésilien. Il vit et travaille à Olinda, dans l'État du Pernambouc.
Son œuvre majeure est probablement la collection de 10 peintures et 100 lithographies intitulée Cenas da vida brasileira (Scènes de la vie brésilienne), produite entre 1974 et 1976 sur le thème de l'ère du dictateur Getúlio Vargas, (1883-1954).